# Кэмпбелл, Арчибальд, 9-й граф Аргайл
Арчибальд Кэмпбелл (англ. Archibald Campbell; 26 февраля 1629, Далкит, Шотландия — 30 июня 1685, Эдинбург, Шотландия), 9-й граф Аргайл — государственный деятель Шотландии.
Вскоре после казни отца, 1-го маркиза Аргайл, король Карл II возвратил ему титул и конфискованные имения. Отказался принести присягу, в тексте которой заключалось осуждение ковенанта. За это был предан суду и заочно приговорен к казни, но успел бежать. После вступления на престол Якова II примкнул к герцогу Монмуту. Во главе небольшой эскадры отправился в Шотландию. Его клан встал под его знамёна, но был рассеян. Переодевшись в крестьянское платье, пытался скрыться, но был пойман и казнен без суда по старому приговору. В 1689 году приговор был отменен.

## Браки и дети
- 1-я жена с 13 мая 1650 года леди Мэри Стюарт (1628—1668, дочь Джеймса Стюарта, 4-го графа Морея, и леди Маргарет Хьюм.
- 2-я жена с 28 июня 1670 года леди Энн Маккензи (1621—1707), дочь Колина Маккензи, 1-го графа Сефтона, и леди Маргарет Сетон.

Дети от первого брака:
- Арчибальд Кэмпбелл, 1-й герцог Аргайл (25 июля 1658 — 25 сентября 1703)
- Джон Кэмпбелл из Мамора (ок. 1660 — 9 апреля 1729), уполномоченный по делам Аргайлшира, а затем член Палаты общин от Данбартоншира.
- Чарльз Кэмпбелл, комиссар Кэмпбелтауна
- Джеймс Кэмпбелл (ок. 1660—1713)
- Мэри Кэмпбелл (род. 1657)
- Энн Кэмпбелл (? — 18 сентября 1734), 1-й муж — Ричард Мейтленд, 4-й граф Лодердейл (1653—1695), 2-й муж — Чарльз Стюарт, 6-й граф Морей (1660—1735)
- Джейн (Джин) Кэмпбелл (? — 31 июля 1712), муж — генерал-лейтенант Уильям Керр, 2-й маркиз Лотиан (1661—1722)